# Byrrhus signatus
Byrrhus signatus is een keversoort uit de familie pilkevers (Byrrhidae). De wetenschappelijke naam van de soort is voor het eerst geldig gepubliceerd in 1823 door Sturm.